# Tuzla
Pour les articles homonymes, voir Tuzla.
Tuzla (en cyrillique : Тузла) est une ville de Bosnie-Herzégovine située dans le canton de Tuzla et dans la fédération de Bosnie-et-Herzégovine. Selon les premiers résultats du recensement bosnien de 2013, la ville intra muros compte 80 570 habitants et sa zone métropolitaine, appelée ville de Tuzla (Grad Tuzla), 120 441.
Par sa population, Tuzla est la troisième agglomération du pays après Sarajevo et Banja Luka. C'est une ville industrielle, aujourd'hui réputée pour la tolérance qui règne entre les différentes composantes ethniques de sa population, ce qui lui a valu de devenir un « symbole du multiculturalisme » en Bosnie-Herzégovine. Tuzla, chef-lieu de la ville de Tuzla et du canton de Tuzla, est également un important centre administratif du pays. Historiquement, la ville est associée à l'exploitation du sel, attestée depuis le Néolithique ; étymologiquement, ses noms successifs de Salines dans l'Antiquité, Soli au Moyen Âge et Tuzla à partir de l'époque ottomane font d'elle la « ville du sel ». De nos jours, le sel constitue toujours l'un des fondements de son activité industrielle mais aussi, plus récemment, l'un des atouts de son développement touristique.
Depuis 2007, Tuzla, qui constituait jusqu'alors une municipalité du pays, fait désormais officiellement partie des villes (au singulier : grad ; au pluriel : gradovi) de Bosnie-Herzégovine, ce qui lui accorde une plus large autonomie.

## Géographie
La ville de Tuzla, intra muros, est située au nord-est de la Bosnie-Herzégovine, dans une zone de transition entre les Alpes dinariques et la plaine de Pannonie. Elle se trouve à 237 m d'altitude, dans une plaine orientée est-ouest qui longe les pentes orientales du mont Majevica ; dans la municipalité de Tuzla, cette montagne culmine à 843 m au pic de Medvednik. Au sud-est, la ville est également entourée par les monts Ozren, Konjuh et Javornik.
Sur le plan géologique, la zone se caractérise par des roches sédimentaires datant du Néogène ; on y trouve aussi du charbon, du sel gemme et du quartz, qui sont exploités économiquement.

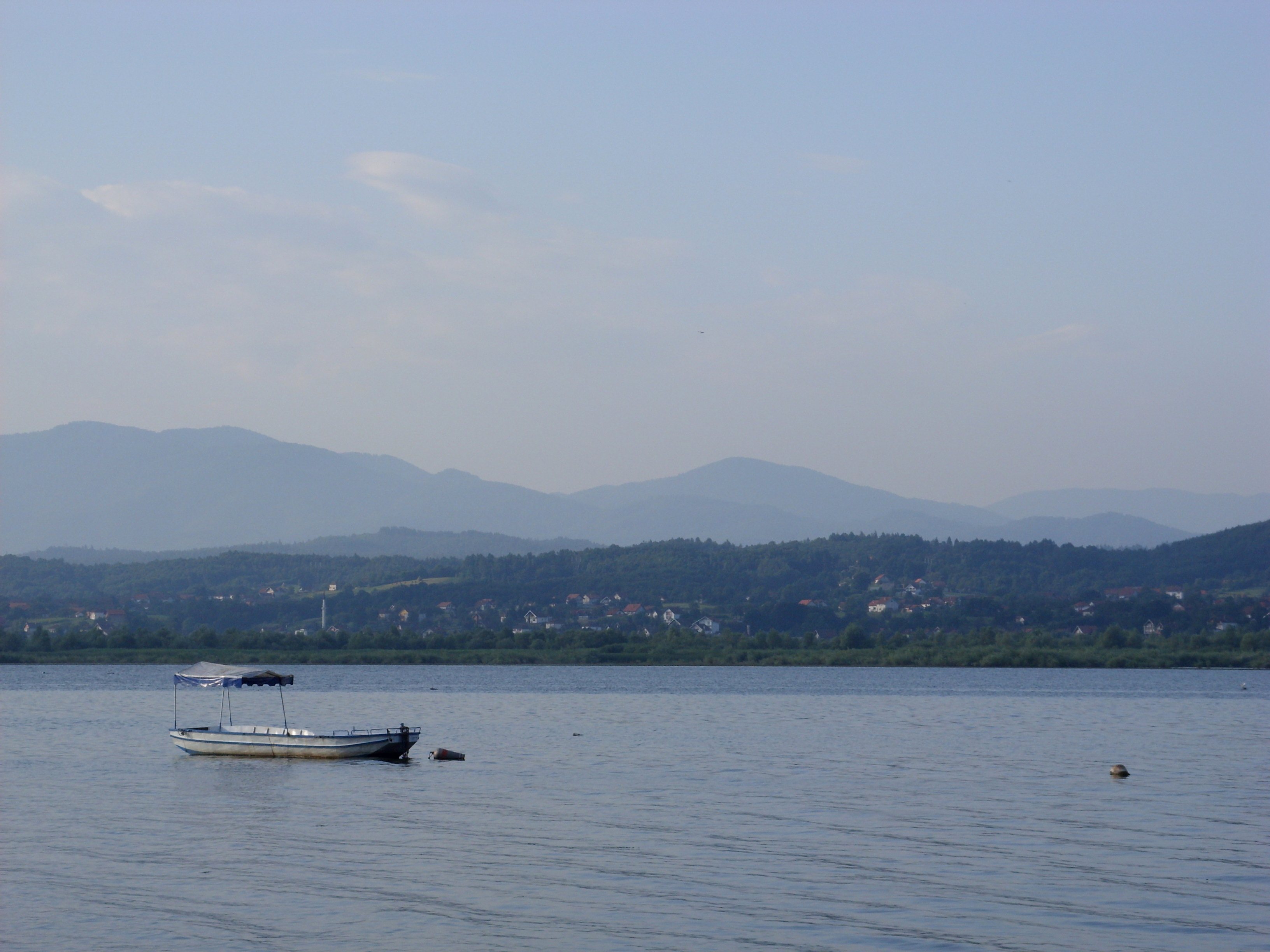
Le lac de Modrac

La rivière principale du territoire de la ville est la Jala, qui prend sa source à une altitude de 700 m dans la montagne de Majevica et qui se jette dans la Spreča, un affluent de la rivière Bosna, après une course de 37 km. La Jala structure le réseau fluvial de la région, avec ses affluents dont les principaux sont la Solina, la Joševica, la Požarnička et les ruisseaux Grabovo et Mramorski. Le lac de Modrac, un lac de retenue sur la Spreča, est situé à quelques kilomètres au sud-ouest de Tuzla, dans la municipalité de Lukavac ; créé en 1964 pour alimenter en eau les installations industrielles de la ville et de la région, il s'étend sur 17 km2, ce qui en fait l'un des plus grands lacs réservoirs de l'ex-Yougoslavie.
Le territoire métropolitain de Tuzla s'étend sur 30 235 hectares, soit un peu moins de 303 km2. La ville est bordée par les municipalités de Srebrenik et de Lopare au nord et au nord-est, de Kalesija au sud-ouest, de Živinice au sud et de Lukavac à l'est.

## Climat
La ville dispose d'une station météorologique, située à 305 m d'altitude et qui enregistre des données depuis 1910 (coordonnées 44° 33′ N, 18° 42′ E). La région jouit d'un climat continental tempéré chaud, avec une température moyenne annuelle de 11,1 °C ; juillet est le mois le plus chaud de l'année, avec une moyenne de 20,7 °C. Le mois le plus froid est janvier avec une moyenne de 0,2 °C. La moyenne des précipitations annuelles est de 886 mm/m2, avec les précipitations mensuelles les plus faibles en mars et les plus élevées en juin.
| Mois                                 | Janv | Fév  | Mars | Avr  | Mai  | Juin | Juil | Août | Sept | Oct  | Nov | Déc  | Année |
| ------------------------------------ | ---- | ---- | ---- | ---- | ---- | ---- | ---- | ---- | ---- | ---- | --- | ---- | ----- |
| Températures maximales moyennes (°C) | 3,6  | 6,3  | 11,9 | 16,8 | 21,5 | 24,7 | 27,3 | 27,6 | 23,8 | 17,5 | 9,8 | 5,1  |       |
| Températures moyennes (°C)           | 0,2  | 2,1  | 6,7  | 11,1 | 15,6 | 18,7 | 20,7 | 20,7 | 17,2 | 11,9 | 5,9 | 1,9  | 11,6  |
| Températures minimales moyennes (°C) | -3,1 | -2,1 | 1,5  | 5,4  | 9,7  | 12,8 | 14,2 | 13,8 | 10,6 | 6,4  | 2,1 | -1,3 |       |
| Précipitations moyennes (mm)         | 61   | 58   | 54   | 74   | 89   | 102  | 89   | 73   | 67   | 63   | 78  | 78   | 884   |

La température la plus élevée relevée à Tuzla a été de 40,7 °C le 22 juillet 2007 et la température la plus basse de −26,6 °C le 22 janvier 1907. Le record de précipitations enregistré en une journée a été de 78,01 mm/m2 en juillet 1997.

## Histoire

### De la Préhistoire au Moyen Âge

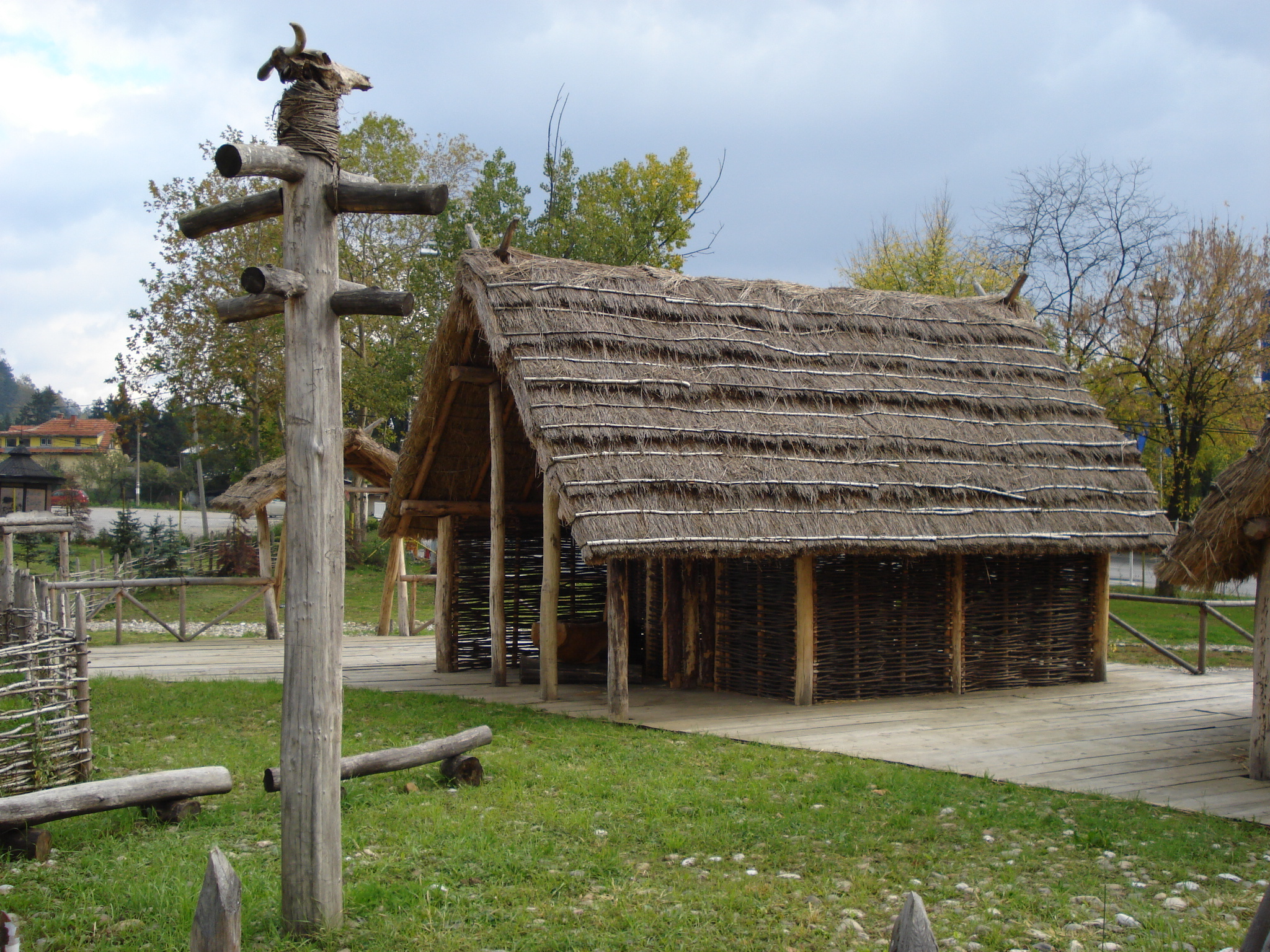
Reconstitution d'une maison du Néolithique dans le Parc archéologique de Tuzla

La région de Tuzla était habitée au Néolithique, ainsi qu'en témoignent des fouilles archéologiques réalisées près de Tuzla et de Gornja Tuzla. À Tuzla, les archéologues ont mis au jour les ruines d'une localité située près du Vieux lac salé et, à Gornja Tuzla, se trouve un site daté d'environ 4 500 av. J.-C. Des restes de poteries ornées de motifs noirs, gris et rouges, des couteaux, des haches et d'autres outils servant à la vie de tous les jours y ont été découverts mais, parmi les découvertes archéologiques les plus importantes, figurent des récipients en céramique qui servaient à la cuisson de l'eau salée et à l'extraction du sel, découverte qui atteste l'ancienneté de l'exploitation des ressources en sel de la région et, surtout, l'utilisation de ce sel dans l'alimentation humaine dès le Néolithique. Les Illyriens s'installèrent dans la région, se livrant à l'agriculture, à l'élevage, à la chasse et à la pêche ; ils s'y livrèrent également à toutes sortes d'activités minières. Les Illyriens furent suivis par les Celtes, qui s'installèrent dans le secteur au milieu du IVe siècle avant Jésus Christ, puis, au début du Ier siècle, par les Romains, qui intégrèrent la région à leur province de Dalmatie. Cette période romaine, qui dura environ cinq siècles, fut marquée par la construction de routes et de ponts ; les ressources minières et thermales du secteur furent alors exploitées de façon plus intensives et des localités y furent fondées, dont probablement la ville de Salines, située à l'emplacement de l'actuelle Tuzla.
Au début du VIIe siècle, les Slaves et les Avars s'installèrent sur le territoire de l'actuelle municipalité. Mais peu de sources sont disponibles pour décrire la situation de la région au début du Moyen Âge. La première trace écrite témoignant de l'existence de Tuzla remonte à 950 apr. J.-C. ; la ville est citée dans le De administrando Imperio, un ouvrage de l'historien et empereur byzantin Constantin VII Porphyrogénète, sous le nom romain de Salines, « la ville du sel » ; l'ouvrage précise qu'elle se trouve sur les terres du prince de Rascie Časlav. Aux XIe et XIIe siècles, la ville fut impliquée dans les conflits entre l'Empire byzantin et le royaume de Hongrie. Le territoire compris entre la rivière Bosna à l'ouest, la Save au nord et la Drina à l'est, fut alors connu sous les noms d' Usora et Soli, Soli (« le sel ») étant le nom médiéval de l'actuelle Tuzla. En 1166, l'empereur Manuel Ier Comnène reprit la région qui était alors contrôlée par les Hongrois et il accorda à un chef local appelé Kulin le titre de ban de Bosnie. Soli fit partie des terres gouvernée par le ban, qui, d'abord vassal de l'Empereur byzantin, changea d'allié et devint le vassal du roi de Hongrie Béla III. La ville fit ensuite des possessions de Stjepan Kulinić, le fils de Kulin. Après le renversement de la dynastie des Kulinić, au début du XIIIe siècle, Soli fit partie de la Bosnie des Kotromanić, une dynastie dont le ban Stefan II Kotromanić et le roi Tvrtko Ier figurent parmi les plus célèbres représentants. Tvrtko Ier fit de la Bosnie un royaume indépendant, qui devint l'un des États les plus importants des Balkans,. De la période médiévale, la région conserve des vestiges, comme la nécropole de Kicelj, près du centre ancien de Tuzla, le site de Gradovrh (« la ville du sommet »), à Solina, qui abrita un monastère franciscain jusqu'à l'arrivée des Ottomans ou encore celui de Krešića Gradina, près du village de Par Selo. Des pierres tombales retrouvées à Tuzla attestent l'ancrage du bogomilisme dans la région à l'époque médiévale ; ce mouvement religieux, considéré comme une hérésie par l'Église catholique romaine, s'est particulièrement développé en Bosnie à partir du règne du ban Kulin.

### Période ottomane
Soli fut conquise par les Ottomans en 1463. La ville et sa région furent alors intégrées dans le sandjak de Zvornik, qui, jusqu'en 1541, fut une subdivision de l'eyalet (ou pachalik) de Roumélie puis, jusqu'en 1580, de l'eyalet de Buda. Après 1580, Tuzla, comme le reste du sandjak de Zvornik, fut intégrée dans le pachalik de Bosnie nouvellement créé ; le sandjak était lui-même divisé en 31 nahijas, dont celles de Gornja Tuzla et Donja Tuzla, situées sur le territoire de l'actuelle cité,. Ce sont les Ottomans qui donnèrent à Soli son actuel nom de Tuzla, qui vient du mot turc tuz qui signifie le « sel », nom attesté dans les documents écrits ottomans à partir de 1468. Après la guerre austro-turque de 1683-1699 et à la suite du traité de Karlowitz, la frontière entre les possessions des Habsbourg et l'Empire ottoman fut fixée sur la Save et, de ce fait, la région de Tuzla et les régions voisines virent leur importance stratégique augmenter.

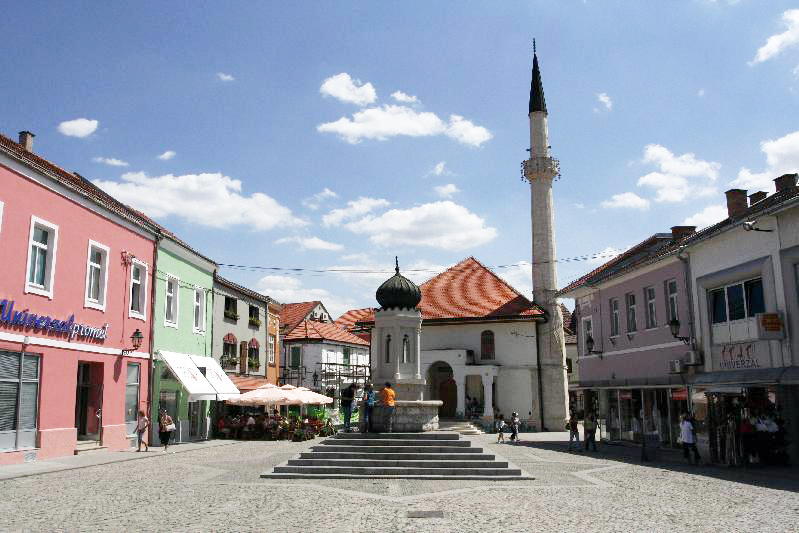
La čaršija de Tuzla

La présence ottomane apporta des changements considérables dans la région de Tuzla. Après la bataille de Mohács (1526), de nombreuses populations chrétiennes franchirent la Save pour se réfugier dans les territoires encore contrôlés par la Hongrie. Les habitants de Tuzla se convertirent en grand nombre à l'islam, au point qu'à la fin du XVIe siècle la majorité de la population était devenue musulmane ; après 1699, ce mouvement fut encore amplifié par l'arrivée de Musulmans quittant la Slavonie et les parties de la Hongrie passées sous contrôle autrichien. Dans la région de Tuzla, l'islamisation se traduisit par la construction de nombreuses mosquées. À Tuzla même, la mosquée de Turali-bey fut construite en 1572 et la mosquée de Husein Čauš, également connue sous le nom de Džindijska džamija, en 1650 ; y furent encore édifiées la Mosquée blanche et la mosquée Jalska (vers 1600). Des mosquées furent également construites sur le territoire de l'actuelle municipalité et notamment à Gornja Tuzla, comme la mosquée Atik,. Plus généralement, Tuzla et les localités alentour prirent une allure plus orientale, avec la construction de médersas, comme la médersa de Behram-bey à Tuzla, qui ouvrit ses portes en 1626,, des tours de l'Horloge (sahat-kula), un type d'édifices caractéristique de l'architecture ottomane dans les Balkans, ainsi que des quartiers appelés čaršija, regroupant autour d'une fontaine des édifices religieux et de petits commerces. De cette période, Tuzla conserve des édifices civils, comme l'hôpital Hastahana (construit en 1874), ou militaires, comme la Barutana (la « fabrique de poudre ») et Gornja Tuzla abrite encore un important ensemble de maisons anciennes d'architecture ottomane.

### Période austro-hongroise
Après la défaite de l'Empire ottoman dans la guerre russo-turque de 1877-1878 et à la suite du congrès de Berlin, la Bosnie et l'Herzégovine furent placées sous le contrôle de l'empire d'Autriche-Hongrie, ces régions restant officiellement intégrées à l'Empire ottoman ; cette décision provoqua la formation d'un gouvernement provisoire à Sarajevo et de nombreux mouvements de résistance lors de la campagne d'occupation menée par les Austro-Hongrois. Le mufti de Tuzla, Mehmet Vehbi Šemsekadić, organisa la résistance locale et, le 7 août 1878, il rassembla dans la ville environ 1 000 soldats, venus pour certains de Kladanj, Srebrenik, Lukavac et Zvornik. Ces hommes furent vaincus par les troupes autro-hongroises qui, le 22 septembre 1878, entrèrent dans Tuzla. Fin octobre 1878, les Autrichiens s'étaient rendus maître de la Bosnie et son territoire réorganisé. Tuzla devint alors le centre d'un district (okrug), qui, outre Tuzla, englobait aussi les villes de Bijeljina, Brčko, Gračanica, Gradačac, Modriča, Bosanski Šamac, Kladanj, Maglaj, Orašje, Srebrenica, Vlasenica et Zvornik, ce qui en fit un centre administratif de premier plan. En raison de sa proximité avec la frontière serbe, la ville devint également un important poste militaire. Un bureau de poste militaire a été ouvert, identifié par les chiffres romains XVIII.
Pendant cette période autrichienne, Tuzla devint également un grand centre économique grâce à l'exploitation des ressources naturelles de sa région. Un monopole d'État y fut introduit pour la production du sel et de tabac, ainsi que pour l'exploitation des mines et des ressources forestières. En 1885, une saline moderne fut ouverte à Simin Han, un faubourg de Tuzla, et, en 1891, une autre saline fut construite à Kreka, un autre faubourg de Tuzla. En 1895, à Kreka, fut également ouverte une mine de charbon qui fut la plus importante de Bosnie-Herzégovine ; la même année une briqueterie ouvrit ses portes, qui, avant la Première Guerre mondiale, produisait 3,5 millions de briques. Dans les années 1880, Tuzla commença à produire de la bière. Ce développement économique s'accompagna de la construction de routes et, le 29 avril 1886, fut inaugurée la voie de chemin de fer Doboj-Simin Han, longue de 67 km. Vers 1900, à Tuzla, le pourcentage de la population active vivant de l'agriculture était descendu à moins de 50 %, au profit des activités industrielle, artisanales ou commerciales et, sur le plan économique, l'ensemble de la période vit le passage de la région du féodalisme au capitalisme.

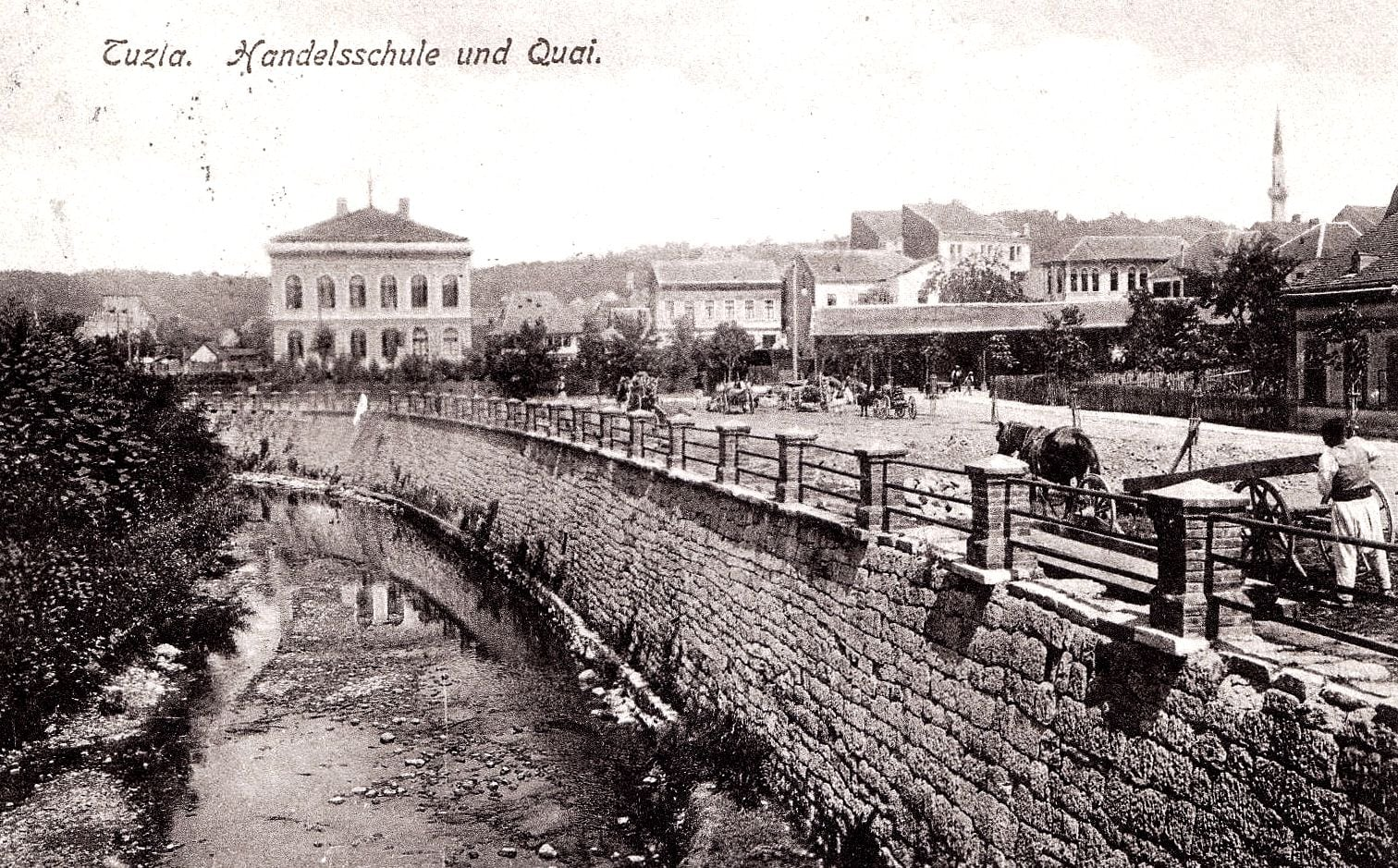
Tuzla, circa 1910.

Entre 1878 et 1914, Tuzla prit une autre physionomie, avec la construction d'immeubles d'architecture plus occidentale. Des bâtiments officiels, des écoles, des postes, des hôtels, des gares, des hôpitaux et des casernes furent construits dans la ville et dans sa région, dont certains subsistent encore, notamment dans la vieille ville de Tuzla. L'approvisionnement en eau de la ville fut modernisé, un système d'égouts y fut construit et les rues furent éclairées.

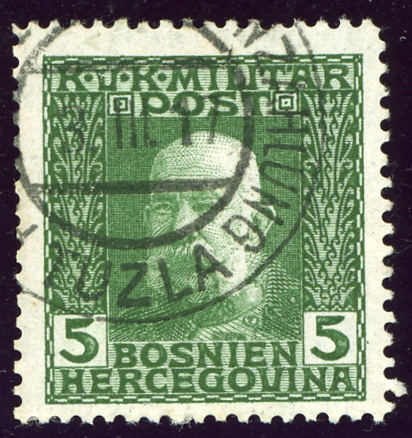
Timbre militaire de Bosnie-Herzégovine, oblitéré à TUZLA en mars 1917.

### Du royaume des Serbes, Croates et Slovènes à la fin de la Seconde Guerre mondiale

#### Après 1918
Après la Première Guerre mondiale et la défaite de l'Autriche-Hongrie, à partir d'octobre 1918, Tuzla, comme le reste des territoires yougoslaves anciennement administrés par la double monarchie, fit partie de l'éphémère État des Slovènes, Croates et Serbes, puis, à partir du 1er décembre 1918, du royaume des Serbes, Croates et Slovènes, gouverné par la dynastie serbe des Karađorđević, avec comme capitale Belgrade. Le district de Tuzla fut maintenu, mais son territoire réorganisé en comtés (en bosnien : srezove) et en municipalités (općine) ; en 1929, le royaume prit le nom de royaume de Yougoslavie et, le 3 octobre 1929, de nouvelles divisions administratives furent mises en place. Tuzla et la plus grande partie de l'actuel canton de Tuzla firent partie de la Banovine de la Drina, qui avait comme siège Sarajevo ; en revanche, les villes de Gračanica et Doboj furent intégrées dans la Banovine du Vrbas. Parmi les événements les plus importants de cette période, figure la rébellion des mineurs de Husino, en 1920, qui commença le 20 décembre 1920. Les mineurs exigeaient une hausse de salaire de 30 à 45 % pour pallier l'inflation galopante qui paralysait l'économie du pays (+60 % entre août et décembre 1920), avec menace de grève générale en cas de refus des autorités. Cette exigence fut très mal accueillie par les autorités qui prirent des mesures radicales pour la contrer. Le 27 décembre 1920, elles envoyèrent à Husino, considéré comme le quartier général du mouvement de grève, une troupe de 19 gendarmes et policiers chargée de fouiller les maisons des grévistes en vue de les faire prisonniers et de les déporter. La troupe fut accueillie par les grévistes en personne et par les villageois sympathisants, armés pour la plupart de simples pierres et pioches. Les gendarmes et policiers furent vite débordés. Par voie de conséquence, les autorités qui envoyèrent le soir même deux bataillons de l'armée ainsi que de l'artillerie lourde et 50 gendarmes. Face à l'armée, les mineurs n'eurent d'autre choix que de capituler et de renoncer à leurs exigences. Cette rébellion témoigne du développement des syndicats et des organisations de travailleurs dans la région. De fait, si certains progrès furent réalisés dans l'agriculture, avec le développement de la propriété privée des terres et des forêts, la région de Tuzla commença à prendre un certain retard sur le plan économique, phénomène devenu plus sensible encore quand Tuzla aura perdu son statut de centre administratif ; l'augmentation du nombre de chômeurs témoigne de ces difficultés.

#### Seconde guerre mondiale

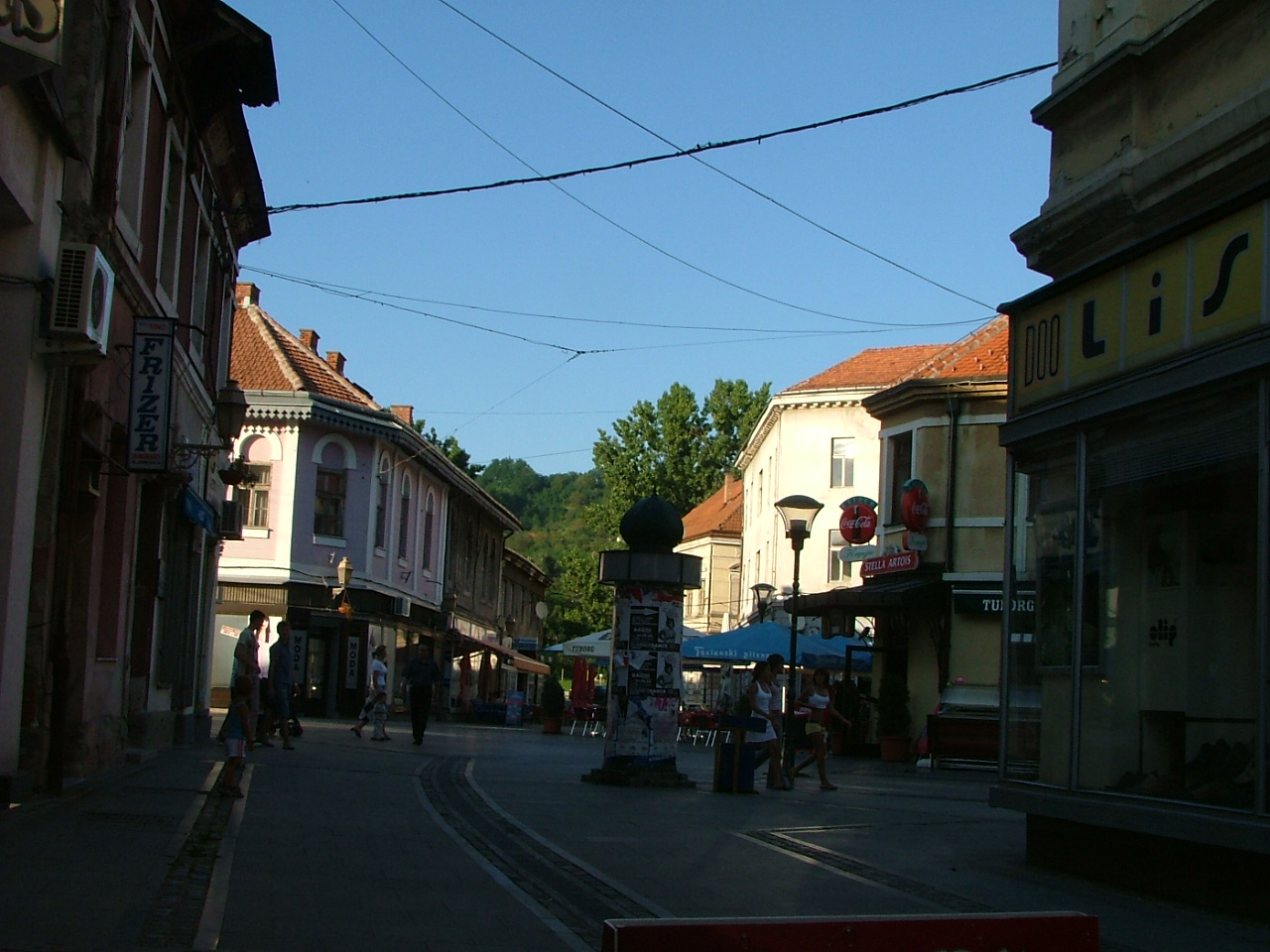
La rue juive (Jevrejska Ulica) à Tuzla

En avril 1941, le royaume de Yougoslavie fut envahi par les puissances de l'Axe, entrant ainsi dans la Seconde Guerre mondiale. Après la capitulation, la région de Tuzla, comme le reste de la Bosnie-Herzégovine, fut intégrée à l'État indépendant de Croatie, dirigé par le gouvernement pronazi des oustachis d'Ante Pavelić. La région de Tuzla fit alors partie de la żupa d'Usora et Soli.
Si les oustachis, suivant l'opinion de l'écrivain et homme politique croate Ante Starčević, considéraient les musulmans de Bosnie comme « l'aristocratie la plus ancienne et la plus pure en Europe », ils manifestaient une grande hostilité à l'égard des Serbes qui constituaient plus de 30 % de la population de l'État indépendant de Croatie.
Comme dans toutes les régions sous son contrôle, le gouvernement oustachi entreprit à Tuzla la déportation et la liquidation physique des Juifs, des Serbes et des communistes ; cette situation entraîna des mouvements de résistance organisés par les Partisans communistes de Tito, auxquels participèrent de nombreux musulmans et Croates, notamment dans les monts Majevica, Birač, Ozren et Trebava, à proximité de Tuzla, ou encore au village de Husino. L'historien serbe Dušan T. Bataković commente ainsi cette période de l'histoire : « Une partie de l'élite musulmane exprima, dès le début de la guerre, sa préoccupation devant les exactions commises contre les Serbes et les prémices du conflit interconfessionnel, se désolidarisant ainsi du nouveau régime et condamnant les crimes contre les Serbes et les juifs, ainsi que les musulmans qui y avaient pris part »[réf. souhaitée]. À la fin de 1941, les résistants royalistes tchetniks de Draža Mihailović participèrent eux aussi à la rébellion, en tentant de soulever les paysans serbes de la région, ce qui entraîna une rivalité entre ceux qui les soutenaient et les Partisans communistes ; en novembre 1942, les tchetniks furent battus par la Sixième brigade des Partisans de la Bosnie orientale.
Les prisonniers (femmes et enfants compris) serbes chrétiens orthodoxes, des Juifs et des Tziganes ainsi que des résistants aux nazis et aux oustachis sont déportés, notamment dans le camp de Jasenovac créé entre août 1941 et février 1942 par les autorités de l'État indépendant de Croatie, le plus grand en Croatie, le plus sadique et cruel, dirigé par le général oustachi Vjekoslav Luburić. Ce camp ne possédant pas de chambres à gaz, les victimes y sont tuées par épuisement au travail, par maladies, en les affamant, avec des armes à feu et des armes blanches (marteaux, couteaux) ou des pierres,,. Elles sont enterrées alors que d'autres sont brûlées dans des fours crématoires. Gideon Greif, historien spécialisé dans l'histoire de l'Holocauste, déclare en octobre 2017 « que le camp de Jasenovac était le camp de concentration le plus monstrueux de la Seconde Guerre mondiale bien pire qu'Auschwitz ou les autres camps, et cela en raison du fait que le camp n'était pas tenu par des Allemands, mais par des Croates ».
L'armée des Partisans libéra Tuzla le 2 octobre 1943, ce qui en fit une des premières villes libérées d'Europe et une cible privilégiée jusqu'à la fin de la Seconde Guerre mondiale.

### Après l'indépendance de la Bosnie-Herzégovine
Le 15 mai 1992, au début de la guerre de Bosnie-Herzégovine, une colonne de l’armée yougoslave officielle (majoritairement serbe) est attaquée à Tuzla par les forces séparatistes musulmanes de Bosnie alors qu’elle évacue la ville. Dans l'affrontement, 92 soldats sont tués, 33 autres blessés et plus d'une centaines fait prisonniers. Les soldats tués furent mutilés, égorgés, les prisonniers maltraités et torturés[réf. nécessaire].
Le 25 mai 1995, pendant la guerre de Bosnie-Herzégovine, Tuzla fut le théâtre d'un événement tragique, lorsqu'un tir d'obus émanant de l'armée serbe tua 71 jeunes gens.

## Subdivisions administratives

### Localités

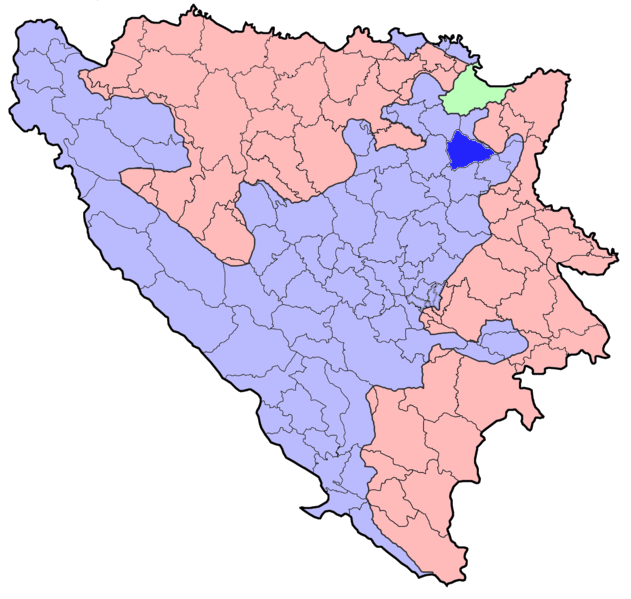
Localisation de la municipalité de Tuzla en Bosnie-Herzégovine

Le territoire de la ville de Tuzla compte 66 localités (en bosnien : naseljena mjesta) :
| - Brđani - Breške - Breze - Brgule - Bukinje - Cerik - Cviljevina - Čaklovići Donji - Čaklovići Gornji - Čanići - Dobrnja | - Dokanj - Dragunja Donja - Dragunja Gornja - Gornja Tuzla - Grabovica Donja - Grabovica Gornja - Hudeč - Husino - Kiseljak - Kolimer - Kolovrat | - Konjikovići - Kosci - Kovačevo Selo - Kovačica - Krtolije - Kukovina - Lipnica - Lipnica Donja - Lipnica Gornja - Lipnica Srednja - Ljepunice | - Ljubače - Marinkovići - Mihatovići - Milešići - Morančani - Mramor - Mramor Novi - Obodnica Donja - Obodnica Gornja - Orašje - Osoje | - Par Selo Gornje - Pasci Donji - Pasci Gornji - Petrovice Donje - Petrovice Gornje - Plane - Pogorioci - Poljana - Potraš - Požarnica - Rapače | - Rasovac - Simin Han - Snoz - Svojtina - Ševar - Šići - Šićki Brod - Tetima - Tisovac - Tuzla - Vršani |

### Communautés locales
Le territoire de la ville de Tuzla compte 40 communautés locales (en bosnien : mjesne zajednice), constituées d'une seule « localité » ou d'un regroupement de plusieurs localités.

## Démographie

### Villeintra muros

#### Évolution historique de la population dans la villeintra muros
| 1948 | 1953 | 1961   | 1971   | 1981   | 1991   | 2013   |
| ---- | ---- | ------ | ------ | ------ | ------ | ------ |
| -    | -    | 37 760 | 53 926 | 65 091 | 83 770 | 80 570 |

|  |

#### Répartition de la population par nationalités dans la villeintra muros(1991)
La catégorie Musulmans du recensement de 1991 correspond en fait pour l'essentiel à des Bosniaques.

### Ville (ex-municipalité)

#### Évolution historique de la population dans la ville
| 1961   | 1971    | 1981    | 1991    | 2013    |
| ------ | ------- | ------- | ------- | ------- |
| 82 439 | 107 293 | 121 717 | 131 618 | 120 441 |

#### Répartition de la population par nationalités dans la ville
En 1991, sur un total de 131 618 habitants, la population se répartissait de la manière suivante :

#### Répartition de la population par nationalités dans les localités
Selon les données du recensement de 1991, les localités suivantes étaient habitées par une majorité absolue de Croates : Breške, Breze, Brgule, Čanići, Dokanj, Dobrnja, Dragunja Donja, Dragunja Gornja, Grabovica Gornja, Hudeč, Husino, Kolovrat, Kosci, Krtolije, Lipnica Donja, Lipnica Srednja, Ljepunice, Ljubače, Marinkovići, Morančani, Obodnica Gornja, Orašje, Par Selo Gornje, Pasci Gornji, Pogorioci, Poljana, Rapače, Svojtina, Tetima et Tisovac.
Bukinje, Mramor et Petrovice Gornje disposaient d'une majorité relative de peuplement croate. Cviljevina, Čaklovići Gornji, Dragunja Gornja, Kolimer, Konjikovići, Kovačevo Selo, Kovačica, Kukovina, Požarnica et Simin Han étaient principalement habitées par des Serbes. Brđani, Cerik, Čaklovići Donji, Gornja Tuzla, Grabovica Donja, Kiseljak, Lipnica et Lipnica Gornja, Mihatovići, Milešići, Mramor Novi, Obodnica Donja, Osoje, Pasci Donji, Petrovice Donje, Plane, Rasovac, Snoz, Svojtina, Ševar, Šići, Šićki Brod et Vršani étaient majoritairement peuplées de Musulmans (Bosniaques) ; Lipnica Gornja était habitée par une majorité relative de Musulmans.

## Religions

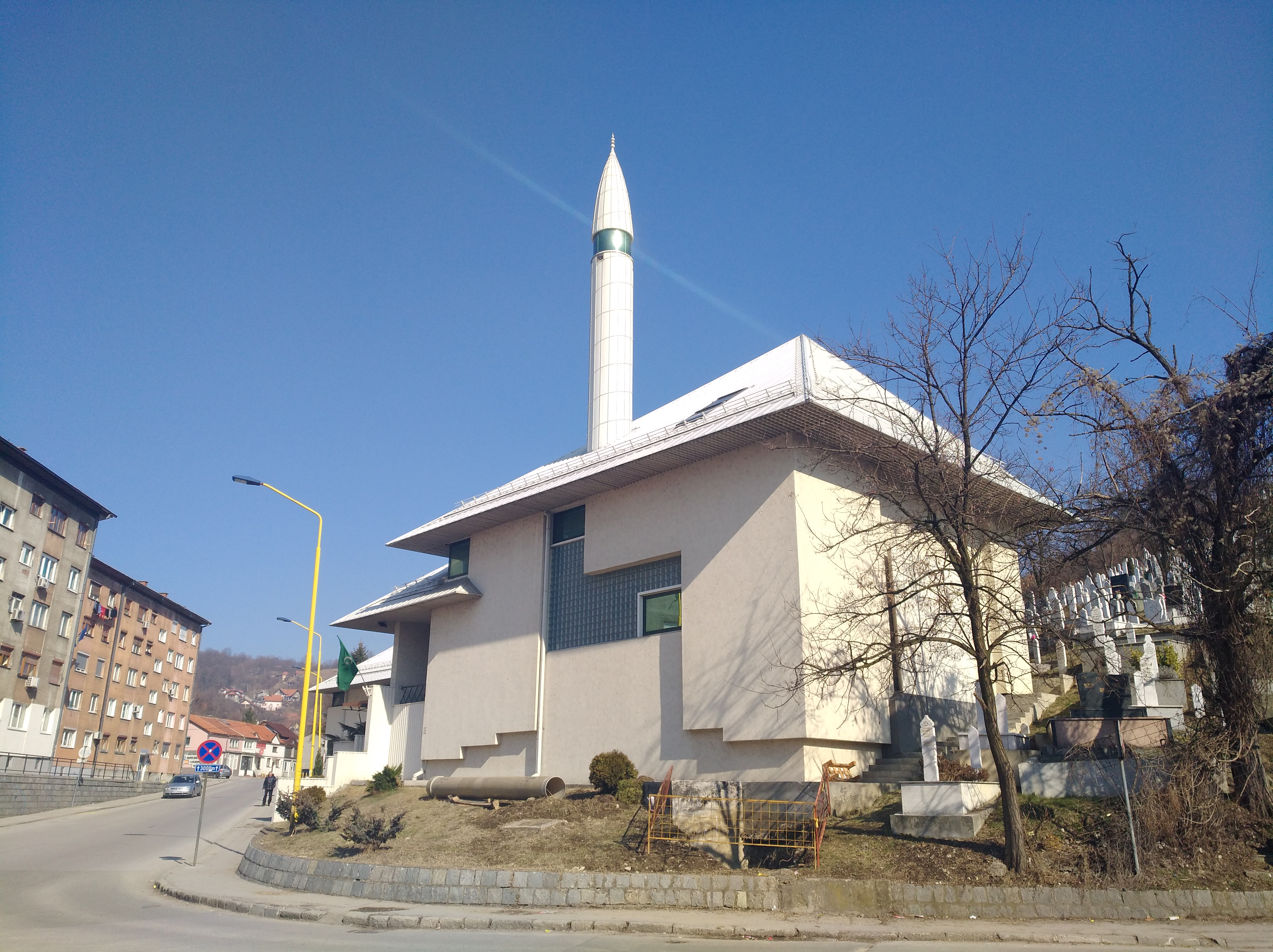
Une des nombreuses mosquées de la ville devant un cimetière musulman.
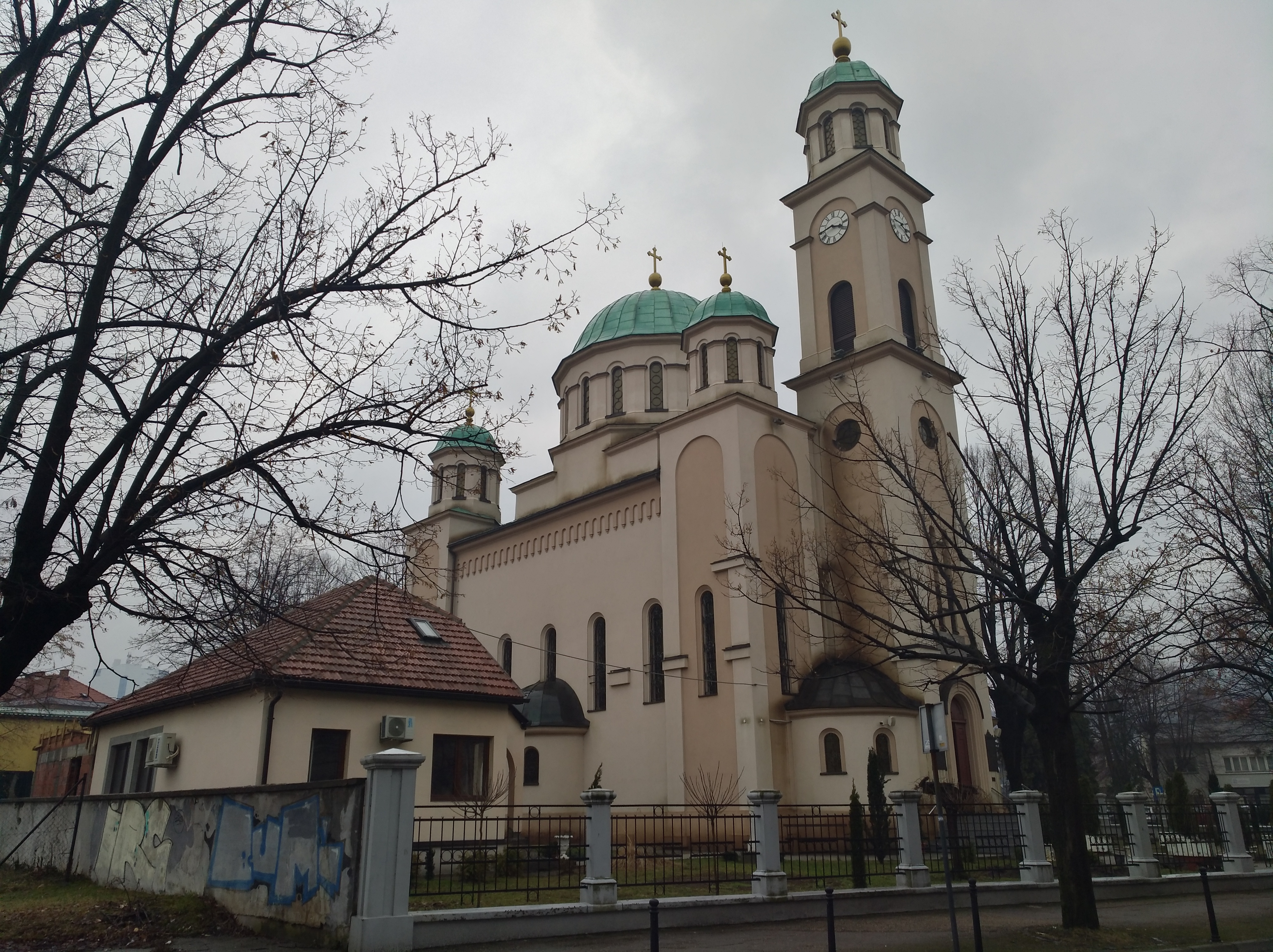
Cathédrale orthodoxe de la Dormition-de-la-Mère-de-Dieu.

## Politique
Les années 2000 et le début des années 2010 sont marqués par la personnalité de Jasmin Imamović qui a d'abord été maire de la municipalité (en bosnien : općinski načelnik) puis, après le changement de statut de Tuzla, maire de la ville (gradonačelnik) ; né en 1957, juriste et écrivain, il est membre du Parti social-démocrate de Bosnie-Herzégovine (SDP). Il a effectué son premier mandat municipal de 2001 à 2004 et a été réélu en 2004 et 2008. Il a succédé dans cette fonction à Selim Bešlagić.
À l'actif de Jasmin Imamović, la presse et la mairie évoquent un budget municipal qui est passé de 19 à 66 millions de marks convertibles (de 9,5 à 33 millions d’euros environ). Ses précédents mandats ont vu dans la ville le rétablissement d'une alimentation en eau défaillante depuis plus de cinquante ans et un début de règlement des problèmes de glissements de terrain qui sapent les fondations de certains quartiers, ainsi qu'une promotion active en faveur du développement du tourisme local,.
L'assemblée municipale représente le pouvoir législatif.

### Élections de 2008
À la suite des élections locales de 2008, les 31 membres de l'assemblée municipale étaient répartis de la manière suivante :
| Parti                                                              | Sièges |
| ------------------------------------------------------------------ | ------ |
| Parti social-démocrate (SDP)                                       | 16     |
| Parti d'action démocratique (SDA)                                  | 7      |
| Parti populaire pour une amélioration par le travail (Za boljitak) | 2      |
| Parti bosnien (BOSS)                                               | 2      |
| Parti pour la Bosnie-Herzégovine (SBB BiH)                         | 2      |
| Union démocratique croate de Bosnie et Herzégovine (HDZ BiH)       | 1      |
| Minorités nationales                                               | 1      |

### Élections de 2012
À la suite des élections locales de 2012, les 31 sièges de l'assemblée municipale se répartissaient de la manière suivante :
| Parti                                                               | Sièges |
| ------------------------------------------------------------------- | ------ |
| Parti social-démocrate (SDP)                                        | 10     |
| Parti d'action démocratique (SDA)                                   | 6      |
| Alliance pour un meilleur avenir de la Bosnie-Herzégovine (SBB BiH) | 4      |
| Parti populaire pour une amélioration par le travail (Za boljitak)  | 3      |
| Parti bosnien (BOSS)                                                | 2      |
| Union démocratique croate de Bosnie-Herzégovine (HDZ BiH)           | 2      |
| Tuzlanska alternativa                                               | 2      |
| Parti pour la Bosnie-Herzégovine (SBiH)                             | 1      |
| Minorités nationales                                                | 1      |

Jasmin Imamović a été une nouvelle fois élu maire de la ville,.

## Sport
Tuzla a vu naître sa première association sportive en 1904, avec l'association Gombolasko, un club de gymnastique. Elle compte aujourd'hui 74 associations, avec 19 sports représentés et 6 500 sportifs actifs. L'association sportive Sloboda (« Liberté »), créée en 1919, est l'une des plus importantes de la ville ; elle regroupe de nombreux clubs dans des sports variés. Créé en 1919 en même temps que l'association, le club de football FK Sloboda Tuzla est l'un des plus anciens de Bosnie-Herzégovine ; parmi les joueurs célèbres du club, on peut citer : Said Husejinović, Petar Jovanović, Mirsad Kovačević et Rizah Mešković. Le club de basket-ball KK Sloboda Dita a été fondé en 1946 et il comprend une école de basket-ball destinée à tous les âges,. L'association possède également un club de handball, le RK Sloboda Solana, un club de natation créé en 1946, un club d'athlétisme (Sloboda Tehnograd) créé en 1947, un club de boxe créé en 1948, un club de tennis créé en 1950, un club de lutte créé en 1970, un club de karaté, créé en 1994, etc.. Tuzla possède également un club de basket-ball féminin, le ŽKK Jedinstvo Tuzla, qui a remporté l'Euroligue féminine de basket-ball en 1989, le club de natation Zmaj-Alpamm et le club d'arts martiaux, le Tuzla-Sinbra (Klub borilačkih sportova Tuzla-Sinbra). Parmi les sociétés sportives de la ville, on peut encore signaler le Gimnastika Tuzla, le « club de gymnastique de Tuzla ».
Parmi les équipements sportifs, le stade de Tušanj (Stadion Tušanj) peut accueillir jusqu'à 15 000 spectateurs ; il est le stade attitré du FK Sloboda. Le SKPC Mejdan, centre de culture, de sport et d'affaires, possède une grande salle omnisports.

## Éducation
La première forme organisée d'éducation à Tuzla remonte au XVIIe siècle, avec la création de la médersa Behram-begova, une école confessionnelle musulmane fondée en 1626. Aujourd'hui Tuzla et sa région possèdent 23 établissements d'études élémentaires (en bosnien : osnovna škola), qui accueillent les jeunes gens de 6 à 15 ans. La médersa Behram-bogova est toujours en activité et, au cours de l'année scolaire 2007-2008, elle a accueilli 469 élèves, répartis en 16 classes, 8 pour les jeunes filles et 8 pour les jeunes gens ; on y accède grâce à un examen d'entrée. Outre cette institution séculaire, l'une des plus anciennes écoles élémentaires est l'école Pazar, le « Marché », dont l'origine remonte à 1882 ; à ses débuts, il s'agissait également d'une médersa, ouverte aux seuls garçons ; située près du marché de Tuzla, elle était installée dans un bâtiment construit pour Gazi Husrev-beg ; elle est aujourd'hui un établissement laïc et mixte qui accueille environ 550 élèves. On peut encore citer l'école Novi Grad, la « ville nouvelle », qui a été créée en 1960, l'école élémentaire Mejdan, ou encore l'école élémentaire de musique, fondée en 1949. La ville possède également des écoles moyennes (srednje škole), spécialisées, pour des élèves âgés entre 15 et 19 ans, comme la Mješovita srednja škola, créé en 1908 et qui prépare aux métiers de la chaussure, de la Mješovita srednja mašinska škola, créée en 1992 et qui forme en mécanique. L'école secondaire de musique de Tuzla (Srednja muzička škola Tuzla), prolongement de l'école primaire du même nom, fait également partie de cette catégorie.
Le principal lycée de Tuzla, préparant à des études générales et longues, est le lycée Meša Selimović (en bosnien : Gimnazija Meša Selimović ou, plus familièrement GMS), ainsi nommé en l'honneur de Meša Selimović, écrivain né à Tuzla. Il a ouvert ses portes le 12 septembre 1899.
Au XXe siècle, Tuzla est devenue une ville universitaire. L'université de Tuzla (en bosnien : Univerzitet u Tuzli) a été officiellement fondée en 1976, à partir de plusieurs écoles et facultés, dont la plus ancienne, l'École des mines, avait été ouverte en 1958 pour satisfaire aux besoins industriels de la région. Elle est aujourd'hui fréquentée par 15 000 étudiants et emploie 500 professeurs et enseignants associés. Elle est composée de 12 facultés (éducation et réadaptation, économie, génie électrique, sport et éducation physique, pharmacie, philosophie, génie mécanique, médecine, droit, sciences, mines-géologie-génie civil et technologie) et d'une académie d'arts dramatiques.

## Économie

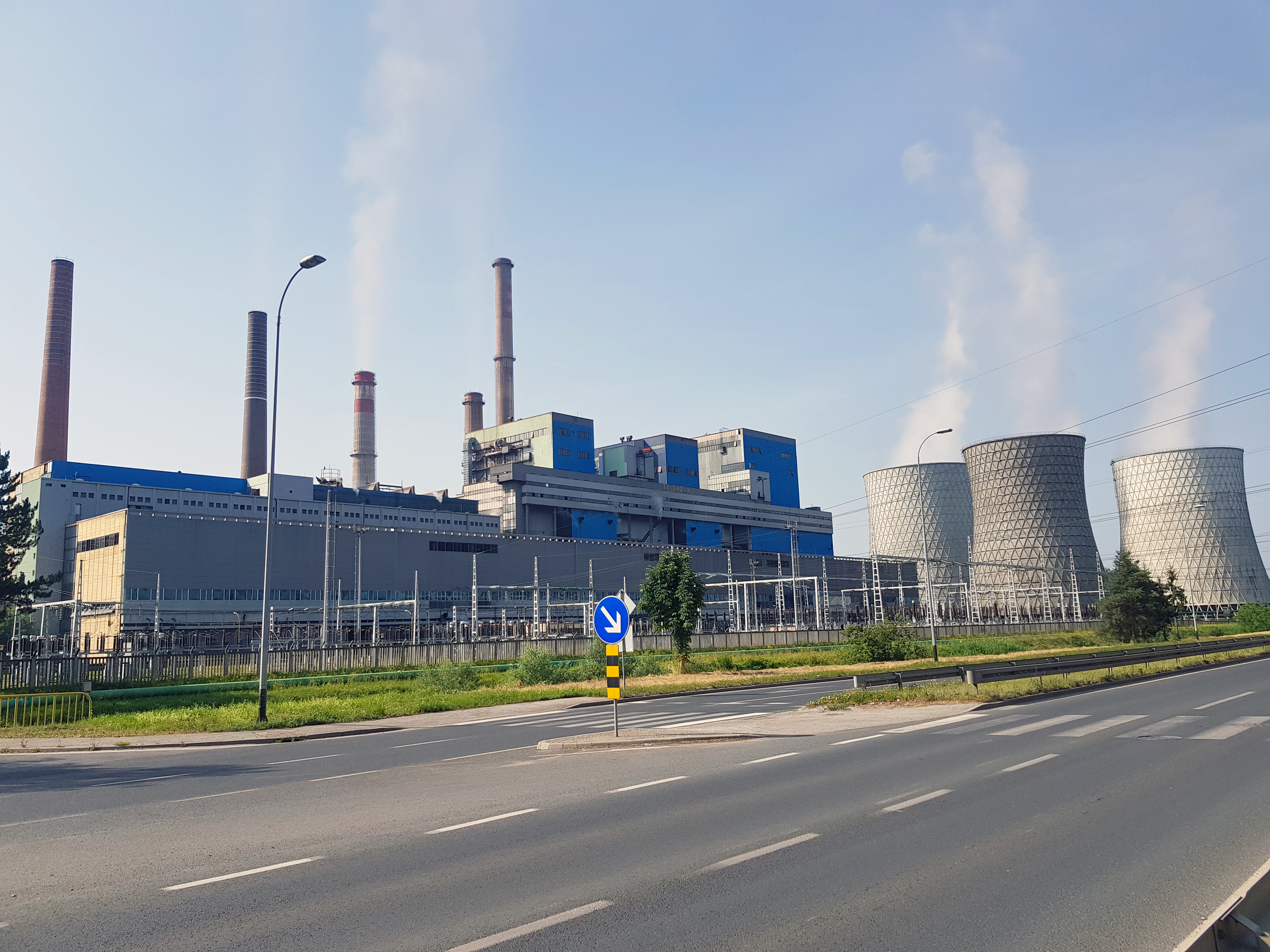
La centrale thermique de Tuzla.

Tuzla est une ville industrielle. Les entreprises les plus importantes y sont regroupées dans une vaste zone industrielle située à l'ouest de la ville. Beaucoup d'usines utilisent directement les ressources naturelles de la région. Termoelektrana Tuzla est la plus grande centrale thermique à charbon de Bosnie-Herzégovine ; créée en 1959, elle fait partie de l'entreprise publique Elektroprivreda Bosne i Hercegovine. Sa puissance installée totale est de 715 MW et elle produit chaque année environ 3 100 GWh à partir de 3,3 millions de tonnes de charbon, extraites du bassin de Kreka–Banovići. La société privée Kreka, quant à elle, cotée à la Bourse de Sarajevo, assure l'exploitation des mines de charbon à ciel ouvert de la région. La société Solana, créée en 1885, exploite les mines de sel et distribue sa production dans les pays de l'ex-Yougoslavie. HAK Hloralkani kompleks est une grande usine travaillant dans la chimie du chlore et Fabrika deterdženta une usine de détergents. Dans le domaine de la construction, on peut citer l'entreprise Tehnograd-Company. Tuzla possède également une brasserie, la Pivara Tuzla, fondée en 1884.
Tuzla est le siège de la NLB Banka.

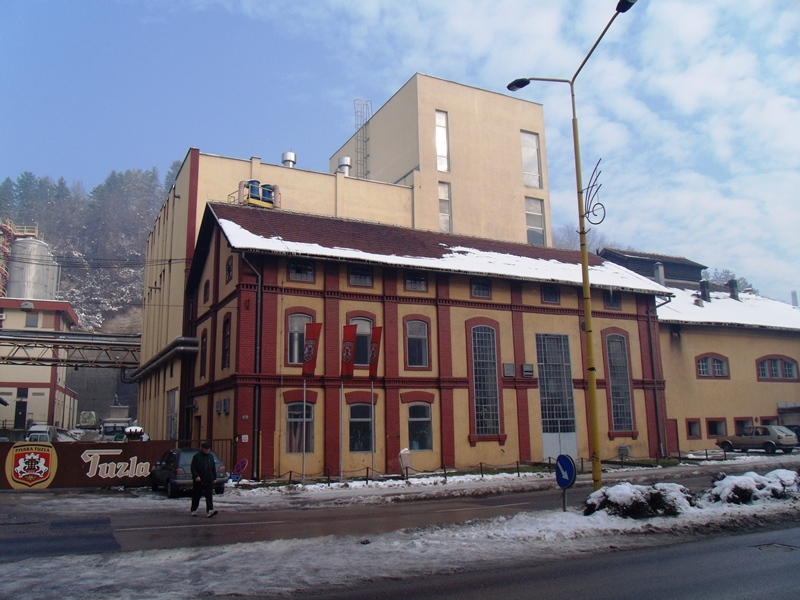
La Pivara Tuzla.

Les entreprises publiques, qui employaient la majorité de la population, ont été bradées sous le contrôle de l’Agence cantonale pour la privatisation après la dislocation de la Yougoslavie. En 2014, les nouveaux propriétaires de Dita, Polihem, Guming, Konjuh et Aida ont vendu leurs actifs, cessé de payer les salariés et déposé le bilan, laissant sur le carreau des milliers de personnes privées de tout droit.

## Médias
Radio Tuzla a commencé à émettre le 3 mai 1953, devenant ainsi la première radio locale de Bosnie-Herzégovine. Parmi les autres stations de la ville, on peut citer Radio Kameleon, Radio Soli, ou encore FM Jam Tuzla. Vesta Radio est l'antenne de l'association Vesta, une ONG qui œuvre pour la prévention de la violence contre les jeunes filles et pour l'égalité des sexes chez les adolescents ; elle a commencé ses émissions en 2001. RTV Slon Tuzla est à la fois une station de radio et une chaîne de télévision.

## Transports
Tuzla est située au carrefour de deux axes routiers. Un axe nord-sud traverse la ville et conduit de Sarajevo, la capitale bosnienne, à Županja, en Croatie, où il rejoint la route européenne E70 ; de Tuzla à Sarajevo, en direction du sud, la route traverse les villes de Živinice et Olovo. Un axe est-ouest passe également par Tuzla, qui, en direction de l'est, mène à Bijeljina et, en direction de l'ouest, à Doboj par Lukavac. Tuzla dispose d'un réseau de cars nationaux et internationaux. L'état du réseau routier est loin d'être excellent.
Depuis 1886, Tuzla est reliée au réseau ferroviaire. Mais à la suite de la guerre de Bosnie-Herzégovine, les liaisons ont été endommagées. Il est aujourd'hui possible de relier Tuzla à Zvornik et, au-delà, à la Serbie et au Monténégro ; la ligne ferroviaire Tuzla-Doboj relie la ville à Zenica et à Banja Luka et, au-delà, à l'Europe de l'Ouest ; les lignes Banovići-Brčko et Ploče-Sarajevo-Doboj-Šamac-Vinkovci permettent de relier Tuzla à la mer Adriatique et l'Europe de l'Est.
L'aéroport international de Tuzla (en bosnien : Međunarodni Aerodrom Tuzla) est situé à environ 8 km de la ville, à Dubrave, près de Živinice ; il a été officiellement créé le 10 octobre 1998 sur le site de l'ancien aéroport militaire et, à sa création, il associait transport civil et transport militaire. Depuis le 5 juin 2008, il est devenu un aéroport exclusivement civil. Il n'est pas encore desservi par un trafic régulier ; une liaison régulière avec Francfort doit y être assurée par la compagnie Air Bosna à partir de mars 2009[réf. nécessaire]. Actuellement[Quand ?], en deux heures et demie de route, il est possible de rejoindre l'aéroport international de Sarajevo et, en cinq heures, ceux de Zagreb ou de Belgrade.
La ville de Saint-Brieuc, en France, a exporté gratuitement quatre bus de leur réseau dans cette ville en 1995. C'était des Berliet PR 100 et des CBM LMB 11.

## Personnalités
Tuzla est le lieu de naissance de nombreux écrivains, dont : Meša Selimović, Derviš Sušić, Stjepan Matijević, Matija Divković, Muhamed Hevai Uskufi.
- Nesim Tahirović, peintre
- Ismet Mujezinović (1907-1984), peintre
- Andrea Petković, joueuse de tennis
- Biljana Plavšić (1930-), ancienne présidente de la république serbe de Bosnie
- Dževad Šećerbegović (1955-), footballeur
- Svetlana Dašić-Kitić (1960-), joueuse de handball
- Selma Alispahić (1970-), actrice
- Muhamed Konjić (1970-), footballeur
- Vedin Musić (1973-), footballeur
- Damir Mulaomerović (1974-), joueur de basket-ball
- Selma Bajrami (1980-), chanteuse pop-folk
- Amer Delić (1982-), joueur de tennis
- Petar Jovanović (1982-), footballeur
- Rusmir Halilović (1986-), joueur de volley-ball
- Miralem Pjanić (1990-), footballeur bosnien.
- Admir Bristrić (2003-), footballeur bosnien.
- Jadranka Savić, joueuse de basket-ball

## Jumelages
- Bologne (Italie)
- L'Hospitalet de Llobregat (Espagne)
- Osijek (Croatie)[82]
- Pécs (Hongrie)
- Saint-Denis (Seine-Saint-Denis) (France)[83]